# Rio de Sant'Antonin o dei Corazzeri
Pour l’article homonyme, voir Rio de Sant'Antonin.
Le rio de Sant'Antonin o dei Corazzeri est un canal maintenant assèché de Venise dans le sestiere de Castello.

## Situation

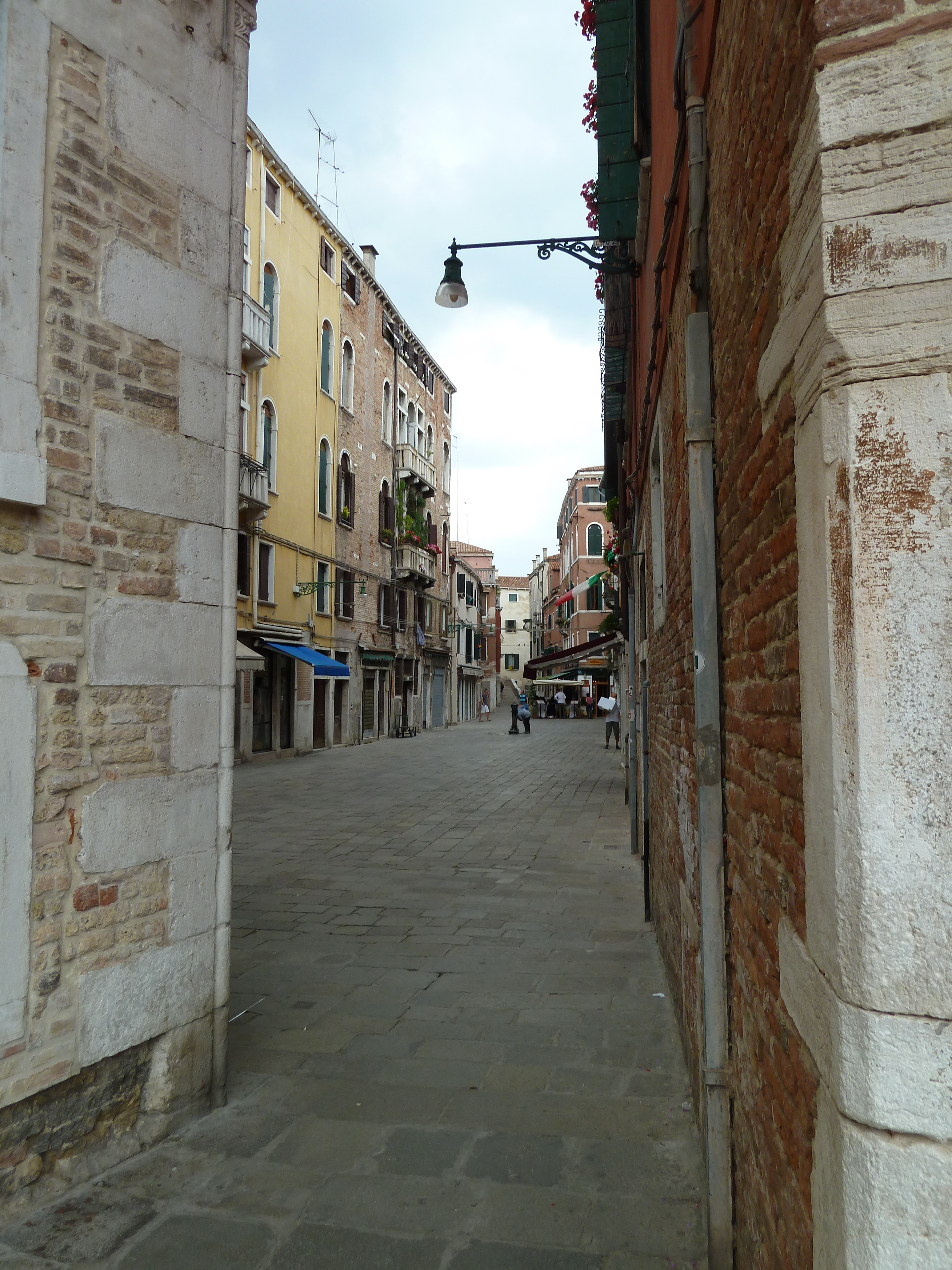
La Salizada del Pignater

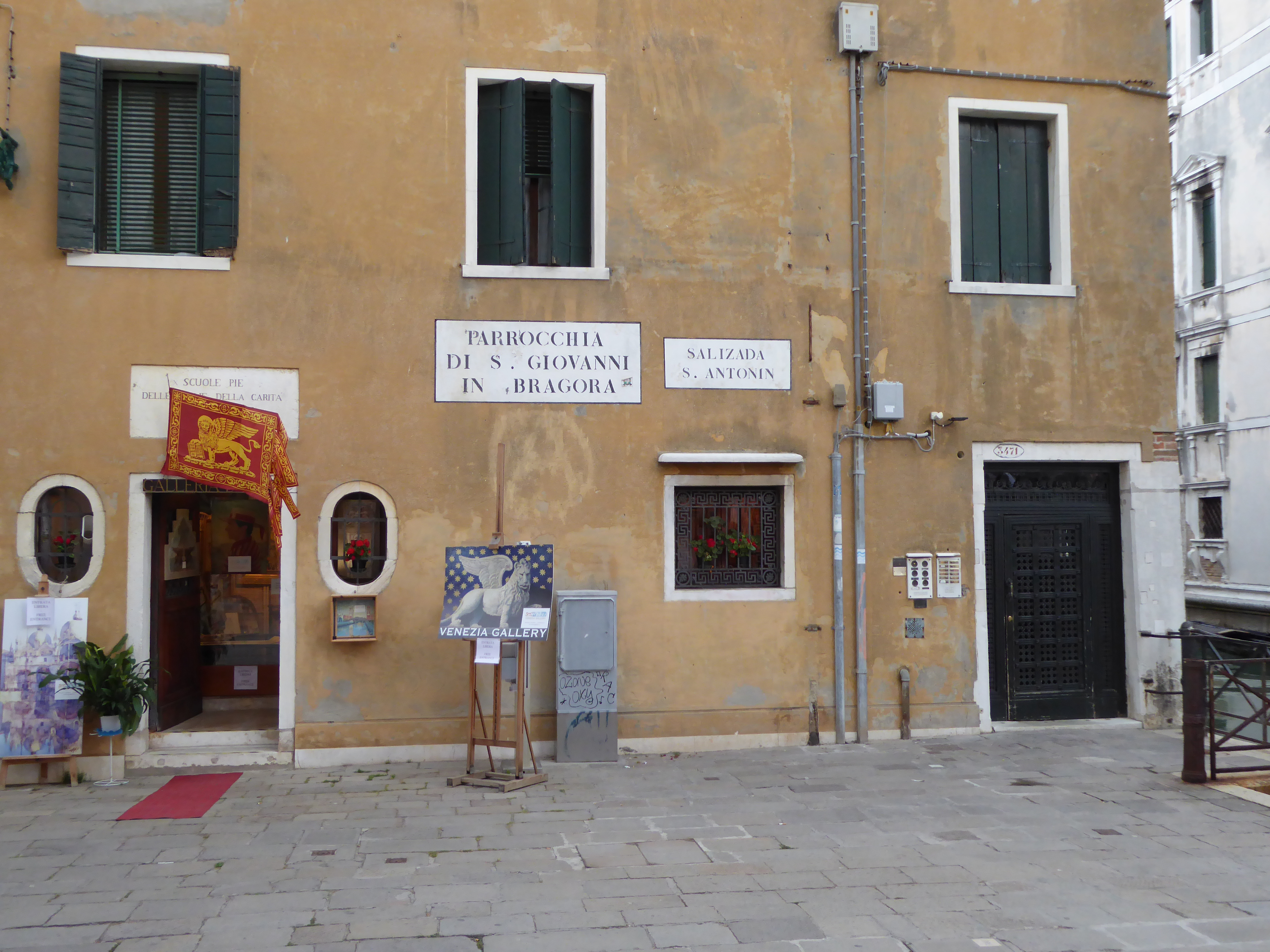
Salizada S. Antonin

Le rio de Sant'Antonin aussi appelé dei Corazzeri est maintenant enfoui. Il est remplacé par deux rio terà : le salizada Sant'Antonin et le salizada del Pignater. Le premier part du rio della Pietà à hauteur de l'église Sant'Antonin en arc vers le sud, où il rejoint le deuxième à hauteur du campo Bandiera e Moro, qui repart vers le nord-est pour rejoindre le rio dell'Arco à hauteur du ponte de la Grana. 
La longueur totale est d'environ 200 mètres.

## Historique
Le rio de Sant'Antonin fut enfoui en 1805.

À l'origine, il était longé par deux quais : un de l'église Sant'Antonin à la calle del Forno Vecchio et un autre en face du palais Gritti Badoer à la calle dei Corazzeri. À l'église, il était traversé par deux ponts privés, tandis que deux pont publics existaient : le ponte de la Morte à la calle éponyme et le ponte dei Corazzeri à la calle du même nom.

Le nom Corazzeri provient d'une famille établie dans ce quartier dès le XIVe siècle; ainsi Antonio Manfredo Corazer fut un confrère de la Scuola Grande de San Giovanni Evangelista.